# Magnetbånd
Magnetbånd er et lagringsmedie, der benyttes til at lagre lyd, video eller andre data. Det består af en base, der typisk er en form for formstabil plastik med et påklæbet magnetiserbart lag. Informationen skrives på magnetbåndet af en eller flere små elektromagneter, der magnetiserer belægningen på båndet i større eller mindre grad og i varierende retning, mens båndet føres forbi magneten/magneterne. Disse elektromagneter gennemløbes af en strøm, hvis styrke svarer til det signal, der ønskes gemt på båndet. Elektromagneterne kaldes typisk tonehoveder, læse/skrive-hoveder eller lignende. Gengivelsen sker ligeledes ved at føre båndet forbi de samme eller lignende hoveder, men denne gang inducerer magnetiseringen i båndets belægning svage strømme i hovedet. Disse strømme forstærkes og viderebehandles.
Princippet med lagring af lyd i magnetiserbare medier skyldes danskeren Valdemar Poulsen, der i 1898 fik patent på telegrafonen, et apparat der kunne optage og gengive lyd fra en ståltråd. Patentet omfattede også magnetisk optagelse på andre medier. Optagelse og gengivelse af lyd fra ståltrådoptagere fandt anvendelse inden for mange områder. B&Os betegnelse for båndoptagere, Beocord, skyldes at de første maskiner optog på ståltråd, cord.
I Tyskland i 1930'erne begyndte man at anvende bånd med en papirbase. Her opdagede man også princippet bag Hi-fi-optagelse. Efter 2. Verdenskrig begyndte man i større omfang at anvende spolebånd i andre lande.
I 1963 introducerede Philips kassettebåndet, hvor to små spoler med magnetbånd er anbragt inde i en plastikkassette. Dette gør det nemt at skifte bånd, da man ikke nødvendigvis behøver spole tilbage først, lige som selve skiftet kan ske meget hurtigt.
Magnetbånd fandt også hurtigt anvendelse som lagringsmedie til computere i de såkaldte båndstationer. Her anvendtes i lang tid overvejende store og brede spolebånd, men efterhånden har forskellige mindre kassetter erstattet de store spoler.
Endelig har magnetbånd fundet anvendelse til lagring af video. Oprindeligt kaldte man maskinerne for billedbåndoptagere, men snart blev betegnelsen videooptager dominerende. På grund af den store mængde data, som et videosignal kræver, anvendte man skrivning og læsning i spor, der gik på skrå hen over båndet, hvorved den mekaniske konstruktion blev noget kompliceret.
Såvel lyd som video kan lagres digitalt, hvis optageren er konstrueret til dette.
Magnetbånd har mistet betydning i dag, hvor meget i stedet lagres på harddiske eller på forskellige former for optiske diske, men de anvendes stadig til lydoptagelse og -gengivelse samt til backup af data.